# Fodé Sylla (homme politique)
Pour les articles homonymes, voir Fodé Sylla et Sylla.
Fodé Sylla, né le 23 janvier 1963 à Thiès au Sénégal, est un homme politique franco-sénégalais.
Il est président de SOS Racisme (1992-1999), parlementaire européen (1999-2004) et membre du Conseil économique, social et environnemental (2004-2010). En octobre 2014, il devient ambassadeur itinérant du Sénégal.

## Biographie
Il a passé son enfance à Sablé-sur-Sarthe. Il a une licence d'histoire et une maîtrise de science politique. Il est auteur de quelques ouvrages, dont Qui a peur de Malcolm X ? et Préférence nationale : un Apartheid à la française.
Proche du Parti socialiste pendant sa période à la tête de SOS Racisme, il est élu, en 1999, député européen sur la liste soutenue par le Parti communiste français, au titre de personnalité issue de la société civile, au grand dam de Jean-Luc Mélenchon, qui déclare : « On lui a prêté des convictions ; il ne nous les a pas rendues. » Puis, en mai 2006, il devient membre du Parti radical de gauche. En décembre 2006, il annonce sa candidature aux législatives de 2007 sous les couleurs du PRG dans la 5e circonscription de Seine-Saint-Denis.
Ancien membre du Conseil économique et social (2004-2010), il est nommé rapporteur de l'avis sur L'Emploi des jeunes dans les quartiers populaires adopté par le CES le 9 juillet 2008.
Chargé de mission pendant deux ans (2005-2007) pour la diversité au sein d'Areva, pour l'insertion des handicapés, des jeunes des quartiers populaires et pour l'égalité salariale homme/femme, il est promu à de nouvelles fonctions (plus élargies) en octobre 2007. En effet, Areva le nomme chargé de mission pour le développement économique et social de l'Afrique. Il travaille ensuite sur le développement économique et social de l'Afrique. Fodé Sylla, au sein de la commission diversité d'Areva, aux côtés de Philippe Vivien, lance la procédure pour l'obtention du « label diversité » auprès des pouvoirs publics le 6 juillet 2009. Il conduit à partir de novembre 2009 une mission auprès du ministère de l'Écologie, de l'Énergie, du Développement durable et de la Mer pour « appuyer l’action du ministre et entretenir les contacts avec les ministres africains de l’environnement » jusqu'à la conférence de l’ONU sur le climat à Copenhague. En 2010, Fodé Sylla devient vice-président Énergies Renouvelables, Afrique pour Areva.
En octobre 2014, Fodé Sylla est nommé ambassadeur itinérant du Sénégal par le président sénégalais Macky Sall.
Fodé Sylla a participé aux COP21 (Paris, 2016) et COP22 (Marrakech, 2017), comme expert et s'est spécialisé notamment sur la question des conséquences du changement climatique dans les pays Africains et de leurs répercussions sur les groupes vulnérables, dont les femmes, les personnes âgées et les enfants.

## Affaires
- Le nom de Fodé Sylla est évoqué en 1998 lorsqu'éclate l'affaire de la MNEF. Alors dirigeant de SOS-Racisme, il est salarié par la MUL (filiale de la MNEF) en tant que « chargé du développement vers les jeunes en insertion »[7]. La justice préférera finalement ne mettre en cause que les personnes morales (dont SOS Racisme) et non pas les bénéficiaires directs de ces salaires fictifs.
- Fodé Sylla a été interpellé début juin 2005 pour une affaire de stupéfiants, puis mis en examen avant d'être rapidement relaxé[8]. La procédure a été annulée le 25 janvier 2007 en raison d'une écoute irrégulière. Tuyautée par une « source sûre » de la préfecture de police, l’Agence France-Presse avait diffusé de nombreuses dépêches mensongères[réf. nécessaire], reprises par un grand nombre de médias, malgré les démentis de la police judiciaire. Le patron de l’AFP a d'ailleurs présenté ses excuses à cet égard[réf. nécessaire] et Nicolas Sarkozy, alors ministre de l'Intérieur, a diligenté une enquête auprès de la police des polices[9].